# Guillaume Raineau
Guillaume Raineau (* 29. Juni 1986 in Nantes, Frankreich) ist ein französischer Leichtgewichts-Ruderer.

## Karriere
Guillaume Raineau begann mit dem Rudersport im Jahr 1999. Als Leichtgewicht blieb ihm die Teilnahme an Junioren-Weltmeisterschaften verwehrt, weil dort keine Wettbewerbe in dieser Gewichtsklasse ausgetragen werden. In der U23-Altersklasse startete Raineau zweimal bei den Jahrgangsweltmeisterschaften in den Jahren 2006 und 2007, konnte er dabei zweimal das Finale erreichen, ohne eine Medaille zu gewinnen.
Im Jahr 2007 startete Raineau außerdem das erste Mal beim Ruder-Weltcup im leichten Zweier und im leichten Vierer. Trotz durchwachsener Ergebnisse wurde er zusammen mit Vincent Faucheux für die Weltmeisterschaften in München nominiert, wo das Duo den vierten Platz mit einem Abstand von 0,28 s auf den Bronzerang belegte. Bei den Europameisterschaften desselben Jahres in Posen durfte Raineau im olympischen leichten Vierer starten, er belegte dort mit einer Nachwuchsmannschaft den siebten Platz.
Im olympischen Jahr rückte Raineau in das französische Topteam im leichten Riemenbereich auf, er startete mit Franck Solforosi, Jean-Christophe Bette und Fabien Tilliet erfolgreich beim Ruder-Weltcup und wurde mit diesen Mannschaftskollegen auch für die Olympischen Sommerspiele in Peking nominiert. Dort wurde der vierte Platz erreicht, hinter den Medaillengewinnern aus Dänemark, Polen und Kanada. Bei den Europameisterschaften wenige Wochen später führte Raineau ein neues französisches Team als Schlagmann im leichten Vierer zu einem weiteren vierten Platz.
Im neuen Olympiazyklus gelang es ihm zunächst, sich fest im leichten Vierer zu etablieren. Bei den Weltmeisterschaften 2009 in Posen belegte er mit seiner Mannschaft einen weiteren vierten Platz, die Europameisterschaften 2010 und die Weltmeisterschaften des gleichen Jahres schloss er mit einem sechsten und einem siebten Platz weniger erfolgreich ab. Im vorolympischen Jahr 2011 rutschte die Mannschaft mit Raineau auf den 10. Gesamtrang bei den Weltmeisterschaften in Bled ab, schaffte nur knapp die Qualifikation für die olympische Ruderregatta in London. Raineau allerdings gelang es im Jahr 2012 nicht, sich für diese Mannschaft zu qualifizieren, so dass er in London nicht an den Start gehen konnte. Er ruderte stattdessen bei den Weltmeisterschaften der nichtolympischen Bootsklassen im bulgarischen Plowdiw auf den siebten Platz im Leichtgewichts-Einer.
Raineau setzte seine Karriere danach fort und drängte in der Saison 2013 wieder in den olympischen leichten Vierer. Die neuformierte Mannschaft mit Thomas Baroukh, Augustin Mouterde, Raineau und Franck Solforosi gewann zunächst die Bronzemedaille bei den Europameisterschaften in Sevilla und belegte später den vierten Platz bei den Weltmeisterschaften in Südkorea. Bei den Europameisterschaften 2014 konnte die gleiche Mannschaft die Bronzemedaille aus dem Vorjahr verteidigen. Zu den Weltmeisterschaften später im Jahr wurden Baroukh und Mouterde durch Clément Duret und Théophile Onfroy ersetzt. Die Mannschaft erreichte erneut den undankbaren vierten Platz. In der vorolympischen Saison 2015 ruderte der leichte französische Vierer in der Besetzung Solforosi, Baroukh, Colard Thibault und Raineau bei den Europameisterschaften auf den Silberrang und bei den Weltmeisterschaften im eigenen Land auf den Bronzerang. Ein Jahr darauf gewannen bei den Olympischen Spielen in Rio de Janeiro wie bei den Weltmeisterschaften 2015 die Schweizer vor den Dänen und den Franzosen. Für seinen Medaillengewinn erhielt er am 30. November 2016 das Ritterkreuz des Ordre national du Mérite.
Raineau startet für den Verein Cercle de l’Aviron de Nantes in seiner Heimatstadt. Bei einer Körperhöhe von 1,87 m beträgt sein Wettkampfgewicht rund 68 kg.